# Synonymordbog
En synonymordbog er en ordbog der lister synonymer til et givet opslagsord. Synonymordbøger kan eventuelt også opliste antonymer.
Synonymordbogen kan ses i kontrast til begrebsordbog: Synonymordbog lister ord alfabetisk med ordopslag efterfulgt af synonymer. Typisk vil synonymordbogen have et hovedord (hovedopslag) og synonymer refererer til hovedopslaget.
Begrebsordbogens hovedsektion er ikke-alfabetiseret og oplistningen af synonymer og bredere relaterede ord sker emnemæssigt.
Visse synonymordboger kan også have to dele som det normalt ses hos begrebsordbogen.
Et andet punkt hvor synonymordbogen og begrebsordbogen adskiller sig fra hinanden er at synonymordbog holder sig forholdsvist snævert til synonymer og måske nærsynonymer, mens begrebsordbogen kan liste noget bredere relaterede ord.
Krydsordslexika kan indeholde en synonymordbogsdel.

## Danske synonymordbøger
På dansk har adskillige forlag udgivet synonymordbøger. Den måske første var Benjamin Georg Sporons Eentydige danske Ords Bemærkelse som udkom i 1778.
En anden ældre synonymordbog er Dansk Synonymik som blev udgivet i flere udgaver gennem 1800-tallet.
Tredje udgave fra 1872 er tilgængelig via Internet Archive.
Dansk Synonymordbog redigeret af Ulla Albeck i samarbejde med Mikal Rode og Erik Timmermann udkom første gang i 1941.
På initiativ af Lis Jacobsen udkom Synonymordbogen i 1957.
Da dennes 8. udgave udkom i 1982 under redaktion af Allan Karker var den vokset til 49.000 udtryk.
Gyldendals Synonymordbog har over 35.000 opslagsord. Den store synonymordbog af Michael Alring (Lindhardt og Ringhof, 2016) har omkring 37.000 opslagsord.